# كلية الهندسة بحلوان (جامعة حلوان)
كلية الهندسة بحلوان هي كلية حكومية تمنح درجة البكالوريوس الهندسة بمصر، أسست عام 1960م.

## موقع الكلية
تقع كلية الهندسة بحلوان في شارع مصطفى فهمى في حي حلوان بالقاهرة وتعتبر من أقدم الكليات بجامعة حلوان.

## نبذة تاريخية
في عام 1960 تم عقد اتفاق بين الحكومة المصرية وحكومة ألمانيا الغربية على تأسيس معهد القاهرة العالى للتكنولوجيا بحلوان، وتم إنشاء المبانى الحالية ومد الجانب الألمانى المعهد بالمعدات وأجهزة الورش والمختبرات العملية وقد بدأت الدراسة بهذا المعهد في العام الدراسي 1963-1964، وفي عام 1975 تم ضم معهد القاهرة العالى للتكنولوجيا إلى جامعة حلوان باسم كلية الهندسة والتكنولوجيا بحلوان وفي عام 1979 تغير المسمى إلى كلية الهندسة بحلوان.

## نظام الدراسة بالكلية
مدة الدراسة خمس سنوات منها سنة إعدادية، للحصول علي درجة البكالوريوس في الهندسة بتخصصها، ويحصل الخريج على عضوية نقابة المهندسين المصرية واتحاد المهندسين العرب.

## الدرجات العلمية
درجة البكالوريوس في التخصصات الآتية:
- الهندسة الميكانيكية·
- هندسة الإلكترونيات، والاتصالات والحاسبات·
- هندسة القوى والآلات الكهربائية·
- الهندسة الحيوية الطبية·

مرحلة الدراسات العليا:
- دبلوم الدراسات العليا في الهندسة.
- درجة الماجستير في الهندسة.
- درجة دكتوراة الفلسفة في الهندسة.

## أقسام الكلية
- قسم الهندسة الميكانيكية:
· شعبة هندسة الإنتاج.

· شعبة الهندسة الصناعية.
. شعبة الميكاترونيات.
- قسم هندسة الاتصالات والإلكترونيات:

. شعبة هندسة الاتصالات.
· شعبة هندسة الإلكترونيات.
· شعبة هندسة الحاسبات.
- قسم هندسة الآلات والقوى الكهربائية:

· هندسة الآلات الكهربائية.
· هندسة القوى الكهربائية.
· هندسة الإلكترونيات والقوى.
· هندسة التحكم.
- قسم الهندسة الحيوية الطبية.

## وصلات خارجية
- موقع الكلية.